# Baleshare
Baleshare (en gaélique écossais : Baile Sear) est une île écossaise des Hébrides extérieures située à l'ouest de North Uist à laquelle elle est reliée à la fois à marée basse et par une chaussée.

## Géographie
Baleshare est située à proximité immédiate des îles de North Uist (à l'Est), de Boreray et de Kirkibost (au nord) et de Benbecula (au sud). Plus au large, en direction de l'ouest se trouvent les Monach Islands. L'île est orientée nord-sud et possède plusieurs péninsules dont celle de Slugan au nord qui forme une flèche de sable et celle d'Eachcamais au sud.
L'île est très plate et majoritairement formée de terrains sablonneux et de dunes. Les côtes ouvertes sur le large (à l'ouest) sont formées de dunes et de plages de sable et de galets tandis que les côtes donnant sur les détroits et baies séparant Baleshare des autres îles (nord, est et ouest) sont formées de machairs débouchant sur des plages de sable.
La partie Sud de l'île (Eachcamais) est dépourvue de toutes constructions tandis que le Nord de l'île abrite des maisons, des routes et chemins et des murs de pierre sèche délimitant des champs et des prairies entrecoupés de plusieurs lacs dont le plus grand est le loch Mòr.

## Histoire
Baleshare a été occupée dès l'âge du bronze ou du fer comme l'attestent des restes archéologiques (ruines de constructions circulaires en pierre et poteries) retrouvées sur deux sites.
Le nom en gaélique (Baile Sear) signifie la « ferme de l'Est » ou la « ville de l'Est », la « ville de l'Ouest » faisant référence à une ancienne île qui aurait autrefois relié Baleshare  aux Monach Islands à marée basse et qui aurait été submergée par un tsunami au XVIe siècle.
Baleshare est habitée par 49 habitants répartis en trois hameaux : Samhla dans l'Est, Iolaraigh dans le Nord et Teanna Mhachair dans l'Ouest. Ils sont reliés par une route qui communique avec North Uist via une chaussée de 350 mètres de long à une voie construite en 1962 et traversant le détroit de Oitir an t-Sàmhla,. Cette chaussée, en reliant de manière permanente Baleshare à la grande île beaucoup plus peuplée de North Uist, a surement permis à l'île de ne pas se dépeupler entièrement et qu'une certaine activité économique se maintienne.

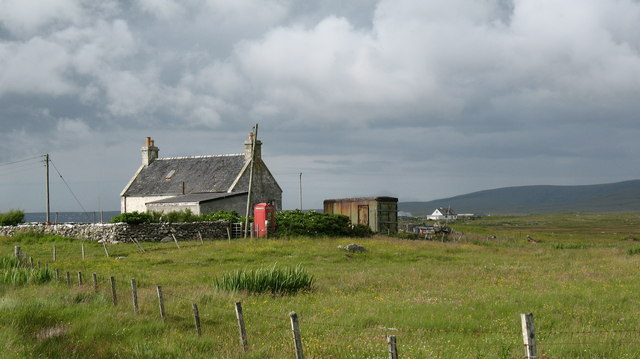
Maison à Baleshare avec la seule cabine téléphonique de l'île.

## Source de la traduction
- (en) Cet article est partiellement ou en totalité issu de l’article de Wikipédia en anglais intitulé « Baleshare » (voir la liste des auteurs).